# Copa de la Reina de Balonmano 2019-20
La Copa de la Reina de Balonmano 2019-2020 fue la cuadragésimo primera edición de la Copa de S.M. La Reina. El torneo, que se debería haber celebrado del 24 al 26 de abril del 2020, se desplazó a septiembre debido a la pandemia de COVID-19 y se celebró entre el 3 y el 6 de septiembre. Se jugó en Alhaurín de la Torre (Málaga).
Se celebró en tres fases:
- la primera la jugaron doce equipos: los cuatro equipos descendidos de la Liga Guerreras Iberdrola, los dos equipos mejor clasificados en la fase final de la División Honor Plata que no habían ascendido, los últimos cuatro equipos de la máxima categoría que lograron la permanencia y los dos ascendidos a División de Honor, en una eliminatoria a partido único.[2] En esta primera eliminatoria el Canyamelar Valencia declinó su participación[3] y, en su lugar, participó el Balonmano Benidorm, equipo que el año anterior disputó la fase de ascenso a la Liga Guerreras Iberdrola.
- Los seis equipos vencedores de esta primera criba pasaron a una segunda fase, ya a doble partido, con el resto de equipos de la Liga Guerreras Iberdrola (excepto el campeón de la pasada edición, Super Amara Bera Bera y el equipo anfitrión, el Rincón Fertilidad Málaga).
- La fase final, a partido único, en la sede oficial, el Polideportivo El Limón de Alhaurín de la Torre, se celebró con cuartos de final, semifinales y final a partido único

## Competición

### Primera fase
En la primera fase participaron el Balonmano Benidorm, Conservas Orbe Porriño, Lavadores Vigo, Balonmano Salud Tenerife, Balonmano Castellón, Helvetia Alcobendas, Lanzarote Puerto del Carmen, Sant Quirze, Grafometal La Rioja, Zubileta Evolution Zuazo, Vinos Doña Berenguela Bolaños y el Balonmano Morvedre.

### Resultados
| Fecha                 | Local                         | Resultado | Visitante                | Pabellón                        |
| --------------------- | ----------------------------- | --------- | ------------------------ | ------------------------------- |
| 27 de octubre de 2019 | Balonmano Benidorm            | 24–33     | Conservas Orbe Porriño   | Palau D’Esports L’illa          |
| 27 de octubre de 2019 | Lavadores Vigo                | 21–42     | Balonmano Salud Tenerife | Pabellón Municipal de Lavadores |
| 27 de octubre de 2019 | Balonmano Castellón           | 15–29     | Helvetia Alcobendas      | Pabellón Fernando Úbeda         |
| 27 de octubre de 2019 | Lanzarote Puerto del Carmen   | 32–24     | Sant Quirze              | Pabellón Municipal de Tías      |
| 27 de octubre de 2019 | Grafometal La Rioja           | 23–33     | Zubileta Evolution Zuazo | Pabellón                        |
| 27 de octubre de 2019 | Vinos Doña Berenguela Bolaños | 19–18     | Balonmano Morvedre       | Pabellón Macarena Aguilar       |

## Segunda fase
La segunda fase se sorteó el lunes 9 de noviembre en la sede de la Federación Española de Balonmano y se disputaron, a ida y vuelta, entre el 18 de enero de 2020 y el 16 de febrero. A los clasificados en la eliminatoria anterior (los 2 equipos de la División de Honor Plata Vino Doña Berenguela Bolaños y Lanzarote Puerto del Carmen y los 4 de la División de Honor (Porriño, Tenerife, Alcobendas y Zuazo) se unen los 6 equipos de División de Honor que no jugaron la fase anterior (Granollers, Gijón, Rocasa, Guardés, Aula y Elche)
| Fecha                               | Local                    | Global | Visitante                     | Ida   | Vuelta |
| ----------------------------------- | ------------------------ | ------ | ----------------------------- | ----- | ------ |
| 18 de enero y 15 de febrero de 2020 | KH7 Bm. Granollers       | 68–38  | Vinos Doña Berenguela Bolaños | 18–35 | 20–33  |
| 19 de enero y 16 de febrero de 2020 | Liberbank Gijón          | 59–41  | Conservas Orbe Porriño        | 30–20 | 29–21  |
| 19 de enero y 16 de febrero de 2020 | Helvetia Alcobendas      | 41–55  | Rocasa Gran Canaria           | 18–25 | 23–30  |
| 19 de enero y 16 de febrero de 2020 | Balonmano Salud Tenerife | 41–57  | Mecalia Atlético Guardés      | 26–27 | 15–30  |
| 18 de enero y 15 de febrero de 2020 | Zubileta Evolution Zuazo | 51–59  | Aula Alimentos de Valladolid  | 28–31 | 23–28  |
| 19 de enero y 16 de febrero de 2020 | Elche visitelche.com     | 56–36  | Lanzarote Puerto del Carmen   | 19–27 | 39–17  |

## Fase final
Celebrada completamente en el pabellón El Limón, de Alhaurín de la Torre, con restricciones de aforo debido a las medidas sanitarias obligatorias, el Rincon Fertilidad Málaga acogía como anfitrión el torneo del KO. Acompañaba en el top 8 el que era el vigente campeón, el Super Amara Bera Bera y los 6 equipos clasificados en la eliminatoria anterior: Elche visitelche.com, Aula Alimentos de Valladolid, Rocasa Gran Canaria, Mecalia Atlético Guardés, el Liberbank Gijón y el KH7 Bm. Granollers. 
El torneo empezó con un partido de infarto entre el Super Amara Bera Bera y el Elche visitElche.com donde las ilicitanas sellaron su pase a semifinales gracias a un altísimo ritmo en el partido y una mágica Ivet Musons que, con 11 goles, dirigió hacia la victoria para imponerse por 24 a 28 al conjunto vasco. En semifinales se enfrentaría al Aula Cultural, que se impuso en cuartos al Atlético Guardés por 34 a 31, partido dirimido en la prórroga tras terminar el tiempo reglamentario con un empate a 27.  
Por la parte baja del cuadro el Liberbank Gijón se imponía por 26 a 20 al KH7 Balonmano Granollers gracias al ordenado juego que desarrolló el equipo asturiano en el segundo tiempo y al buen hacer de Cecilia Cacheda elegida MVP del partido. Y esperaba en semifinales el Rincón Fertilidad Málaga que se deshizo del Rocasa Gran Canaria por 23 a 18 en un partido mayúsculo de la defensa malagueña, una Merche Castellanos casi perfecta y las hermanas López volando al contraataque.   
Los partidos de semifinales clasificaron al Elche y al Costa tras ganar sus respectivos encuentros. En la primera semifinal el Rincón Fertilidad Málaga se imponía en un partido dirimido en los penaltis (27 a 29) al equipo gijonés. En la segunda semifinal, el Elche ganó al Aula con un claro 24 a 17 cimentado, de nuevo, en el buen hacer de Ivet Musons y Lysa Tchaptchet en el terreno de juego y el trabajo en la portería de Nicole Morales, un partido que, a pesar de su resultado final, se dirimió en el segundo tiempo.  
En la final, el Rincón Fertilidad Málaga se impuso por 20 a 24 ante visitElche Bm. Elche en un partido en el que lucieron Silvia Arderius en la manija del ataque y Merche Castellanos con 12 paradas , en un partido donde la defensa del equipo malagueño marcó la diferencia, proclamándose por primera vez campeonas de la Copa de la Reina.
|  | Cuartos de final           | Cuartos de final        |                            |                          | Semifinales             | Semifinales             |  |                          | Final                   | Final                   |  |
|  | 3 de septiembre de 2020    | 3 de septiembre de 2020 |                            |                          | 5 de septiembre de 2020 | 5 de septiembre de 2020 |  |                          | 6 de septiembre de 2020 | 6 de septiembre de 2020 |  |
|  |                            |                         |                            |                          |                         |                         |  |                          |                         |                         |  |
|  |                            |                         |                            |                          |                         |                         |  |                          |                         |                         |  |
|  | Super Amara Bera Bera      | 24                      |                            |                          |                         |                         |  |                          |                         |                         |  |
|  | Super Amara Bera Bera      | 24                      |                            |                          |                         |                         |  |                          |                         |                         |  |
|  | visitElche.com Bm. Elche   | 28                      |                            |                          |                         |                         |  |                          |                         |                         |  |
|  | visitElche.com Bm. Elche   | 28                      |                            | visitElche.com Bm. Elche | 24                      |                         |  |                          |                         |                         |  |
|  |                            |                         |                            | visitElche.com Bm. Elche | 24                      |                         |  |                          |                         |                         |  |
|  |                            |                         | Caja Rural Aula Valladolid | 17                       |                         |                         |  |                          |                         |                         |  |
|  | Caja Rural Aula Valladolid | 34                      | Caja Rural Aula Valladolid | 17                       |                         |                         |  |                          |                         |                         |  |
|  | Caja Rural Aula Valladolid | 34                      |                            |                          |                         |                         |  |                          |                         |                         |  |
|  | Mecalia Atlético Guardés   | 31                      |                            |                          |                         |                         |  |                          |                         |                         |  |
|  | Mecalia Atlético Guardés   | 31                      |                            |                          |                         |                         |  | visitElche.com Bm. Elche | 20                      |                         |  |
|  |                            |                         |                            |                          |                         |                         |  | visitElche.com Bm. Elche | 20                      |                         |  |
|  |                            |                         | Rincón Fertilidad Málaga   | 24                       |                         |                         |  |                          |                         |                         |  |
|  | Liberbank Gijón            | 26                      | Rincón Fertilidad Málaga   | 24                       |                         |                         |  |                          |                         |                         |  |
|  | Liberbank Gijón            | 26                      |                            |                          |                         |                         |  |                          |                         |                         |  |
|  | KH-7 BM. Granollers        | 20                      |                            |                          |                         |                         |  |                          |                         |                         |  |
|  | KH-7 BM. Granollers        | 20                      |                            | Liberbank Gijón          | 27                      |                         |  |                          |                         |                         |  |
|  |                            |                         |                            | Liberbank Gijón          | 27                      |                         |  |                          |                         |                         |  |
|  |                            |                         | Rincón Fertilidad Málaga   | 29                       |                         |                         |  |                          |                         |                         |  |
|  | Rocasa Gran Canaria        | 18                      | Rincón Fertilidad Málaga   | 29                       |                         |                         |  |                          |                         |                         |  |
|  | Rocasa Gran Canaria        | 18                      |                            |                          |                         |                         |  |                          |                         |                         |  |
|  | Rincón Fertilidad Málaga   | 23                      |                            |                          |                         |                         |  |                          |                         |                         |  |
|  | Rincón Fertilidad Málaga   | 23                      |                            |                          |                         |                         |  |                          |                         |                         |  |
|  |                            |                         |                            |                          |                         |                         |  |                          |                         |                         |  |